# Huawei Ascend G300
Huawei Ascend G300 es un teléfono inteligente desarrollado por Huawei que salió a la venta en marzo de 2012. Su sistema operativo es el Android versión 2.3 Gingerbread. Admite tarjetas de memoria hasta 32 GB.

## Características
Huawei presentó dos modelos de este teléfono: G300C (para uso en redes CDMA) y G300NFC (usado en redes GSM con dos configuraciones diferentes para redes de 2G y 3G). Incorpora los chipsets MSM7227A y MSM7227T, según el modelo del teléfono, que incluyen el procesador de 800 MHz o de 1 GHz, el GPU Adeno 200, además de los módulos de video, módem para 3G, cámara, GPS, USB, Bluetooth y WiFi. Sus dimensiones son 12,25 x 6,3 x 1,05 cm y pesa 140 gramos.
La pantalla es táctil y capacitiva, con una resolución de 480 x 800 píxeles. Solo posee una cámara trasera es de 5 megapíxeles y con una resolución de 2592 x 1944 píxeles. Tiene conectividades para Wi-Fi, Bluetooth, USB y GPS e incorpora entre sus sensores una brújula digital. Posee sintonizador de radio FM que incorpora el sistema RDS que usan algunas emisoras en diversos países y que permite identificar el nombre de la estación. El rendimiento de la batería es de hasta 320 horas en espera para redes 2G y 3G y en conversación de hasta 5 horas y 20 minutos para 2G y 5 horas para 3G.